# Ryder Cup 1985
La 26ª edizione della Ryder Cup si è tenuta al The Belfry a Whishaw, nel Warwickshire, dal 13 al 15 settembre 1985.
Per la prima volta l’Europa, alla quarta partecipazione, vinse il trofeo e gli Stati Uniti vennero sconfitti in questa competizione per la prima volta dalla Ryder Cup 1987. I padroni di casa andarono inizialmente in svantaggio, ma sorpassarono gli americani nel pomeriggio della seconda giornata per poi incrementare il divario nell’ultima. Sam Torrance assicurò la vittoria finale battendo Andy North.

## Formato
La Ryder Cup è un torneo match play, in cui ogni singolo incontro vale un punto. Il formato dell'edizione 1987 era il seguente, con un lieve cambiamento dall’edizione precedente per quanto riguarda l’ordine del secondo giorno:
- I Giornata (Venerdì) – 4 incontri "foursome" (colpi alternati) nella sessione mattutina e 4 incontri "fourball" (la migliore buca) nella sessione pomeridiana.
- II Giornata (Sabato) – 4 incontri "fourball" nella sessione mattutina e 4 incontri "foursome" nella sessione pomeridiana.
- III Giornata (Domenica) – 12 incontri singolari.

Ogni incontro si disputa su un massimo di 18 buche. La vittoria di ogni incontro assegna un punto, nel caso di parità del match si assegna ½ punto a ciascuno, per un totale di 28 punti disponibili. 14½ punti sono necessari per vincere, ma 14 punti (ovvero un pareggio) sono sufficienti alla squadra che difende per mantenere la coppa.

## Squadre
| Europa               |     |                  |                                              |
| Nome                 | Età | Punti classifica | Note                                         |
| Tony Jacklin         | 41  |                  | Capitano non-giocatore                       |
| Sandy Lyle           | 27  | 1                | 4ª partecipazione                            |
| Sam Torrance         | 32  | 2                | 3ª partecipazione                            |
| Ian Woosnam          | 27  | 3                | 2ª partecipazione                            |
| Bernhard Langer      | 28  | 4                | 3ª partecipazione                            |
| Paul Way             | 22  | 5                | 2ª partecipazione                            |
| Howard Clark         | 31  | 6                | 3ª partecipazione                            |
| Seve Ballesteros     | 28  | 7                | 3ª partecipazione                            |
| Manuel Piñero        | 33  | 8                | 2ª partecipazione                            |
| José María Cañizares | 38  | 9                | 3ª partecipazione                            |
| José Rivero          | 29  |                  | Scelta del capitano, Esordio nella Ryder Cup |
| Ken Brown            | 28  |                  | Scelta del capitano, 4ª partecipazione       |
| Nick Faldo           | 28  |                  | Scelta del capitano, 4ª partecipazione       |

| Stati Uniti    |     |                  |                         |
| Nome           | Età | Punti classifica | Note                    |
| Lee Trevino    | 45  |                  | Capitano non-giocatore  |
| Andy North     | 35  |                  | Esordio nella Ryder Cup |
| Hubert Green   | 38  |                  | 3ª partecipazione       |
| Curtis Strange | 30  | 1                | 2ª partecipazione       |
| Lanny Wadkins  | 35  | 2                | 4ª partecipazione       |
| Raymond Floyd  | 43  | 3                | 6ª partecipazione       |
| Calvin Peete   | 42  | 4                | 2ª partecipazione       |
| Mark O'Meara   | 28  | 5                | Esordio nella Ryder Cup |
| Craig Stadler  | 32  | 6                | 2ª partecipazione       |
| Hal Sutton     | 27  | 7                | Esordio nella Ryder Cup |
| Peter Jacobsen | 31  | 8                | Esordio nella Ryder Cup |
| Tom Kite       | 35  | 9                | 4ª partecipazione       |
| Fuzzy Zoeller  | 33  | 10               | 3ª partecipazione       |

## Risultati

### I sessione
Foursome
| Europa (bandiera)  | Risultati | Stati Uniti (bandiera) |
| ------------------ | --------- | ---------------------- |
| Ballesteros/Piñero | 2 & 1     | Strange/O'Meara        |
| Langer/Faldo       | 3 & 2     | Peete/Kite             |
| Lyle/Brown         | 4 & 3     | Wadkins/Floyd          |
| Clark/Torrance     | 3 & 2     | Stadler/Sutton         |
| 1                  | Sessione  | 3                      |
| 1                  | Totale    | 3                      |

### II sessione
Four-ball
| Europa (bandiera)  | Risultati | Stati Uniti (bandiera) |
| ------------------ | --------- | ---------------------- |
| Way/Woosnam        | 1 up      | Zoeller/Green          |
| Ballesteros/Piñero | 2 & 1     | North/Jacobsen         |
| Langer/Cañizares   | pareggio  | Stadler/Sutton         |
| Torrance/Clark     | 1 up      | Floyd/Wadkins          |
| 2½                 | Sessione  | 1½                     |
| 3½                 | Totale    | 4½                     |

### III sessione
Four-ball
| Europa (bandiera)  | Risultati | Stati Uniti (bandiera) |
| ------------------ | --------- | ---------------------- |
| Torrance/Clark     | 2 & 1     | Kite/North             |
| Way/Woosnam        | 4 & 3     | Green/Zoeller          |
| Ballesteros/Piñero | 3 & 2     | O'Meara/Wadkins        |
| Langer/Lyle        | pareggio  | Crenshaw/Stewart       |
| 2½                 | Sessione  | 1½                     |
| 6                  | Totale    | 6                      |

### IV sessione
Foursome
| Europa (bandiera)  | Risultati | Stati Uniti (bandiera) |
| ------------------ | --------- | ---------------------- |
| Cañizares/Rivero   | 7 & 5     | Kite/Peete             |
| Ballesteros/Piñero | 5 & 4     | Stadler/Sutton         |
| Way/Woosnam        | 4 & 2     | Strange/Jacobsen       |
| Langer/Brown       | 3 & 2     | Floyd/Wadkins          |
| 3                  | Sessione  | 1                      |
| 9                  | Totale    | 7                      |

### V sessione
Singoli
| Europa (bandiera)    | risultati | Stati Uniti (bandiera) |
| -------------------- | --------- | ---------------------- |
| Manuel Piñero        | 3 & 1     | Lanny Wadkins          |
| Ian Woosnam          | 2 & 1     | Craig Stadler          |
| Paul Way             | 2 up      | Raymond Floyd          |
| Seve Ballesteros     | pareggio  | Tom Kite               |
| Sandy Lyle           | 3 & 2     | Peter Jacobsen         |
| Bernhard Langer      | 5 & 4     | Hal Sutton             |
| Sam Torrance         | 1 up      | Andy North             |
| Howard Clark         | 1 up      | Mark O'Meara           |
| José Rivero          | 1 up      | Calvin Peete           |
| Nick Faldo           | 3 & 1     | Hubert Green           |
| José María Cañizares | 2 up      | Fuzzy Zoeller          |
| Ken Brown            | 4 & 2     | Curtis Strange         |
| 7½                   | Sessione  | 4½                     |
| 16½                  | Totale    | 11½                    |